# بيسك (التشيك)
بيسك (بالتشيكية: Písek)‏ هي بلدة في إقليم جنوب بوهيميا في جمهورية التشيك، وهي مركز مقاطعة بيسك.
يبلغ عدد سكان هذه البلدة 29,729 حسب إحصاء في سنة 2011.

## المناخ
يظهر الجدول التالي التغييرات المناخية على مدار السنة لبيسك:
| البيانات المناخية لـبيسك          | البيانات المناخية لـبيسك | البيانات المناخية لـبيسك | البيانات المناخية لـبيسك | البيانات المناخية لـبيسك | البيانات المناخية لـبيسك | البيانات المناخية لـبيسك | البيانات المناخية لـبيسك | البيانات المناخية لـبيسك | البيانات المناخية لـبيسك | البيانات المناخية لـبيسك | البيانات المناخية لـبيسك | البيانات المناخية لـبيسك | البيانات المناخية لـبيسك |
| الشهر                             | يناير                    | فبراير                   | مارس                     | أبريل                    | مايو                     | يونيو                    | يوليو                    | أغسطس                    | سبتمبر                   | أكتوبر                   | نوفمبر                   | ديسمبر                   | المعدل السنوي            |
| --------------------------------- | ------------------------ | ------------------------ | ------------------------ | ------------------------ | ------------------------ | ------------------------ | ------------------------ | ------------------------ | ------------------------ | ------------------------ | ------------------------ | ------------------------ | ------------------------ |
| الدرجة القصوى °م (°ف)             | 15.1 (59.2)              | 18.8 (65.8)              | 24.6 (76.3)              | 32.4 (90.3)              | 33.3 (91.9)              | 39.3 (102.7)             | 42.0 (107.6)             | 41.5 (106.7)             | 38.3 (100.9)             | 25.6 (78.1)              | 20.6 (69.1)              | 15.3 (59.5)              | 42.0 (107.6)             |
| متوسط درجة الحرارة الكبرى °م (°ف) | 1.1 (34.0)               | 2.8 (37.0)               | 8.3 (46.9)               | 13.7 (56.7)              | 19.0 (66.2)              | 21.9 (71.4)              | 23.9 (75.0)              | 23.4 (74.1)              | 19.3 (66.7)              | 13.1 (55.6)              | 6.2 (43.2)               | 2.6 (36.7)               | 12.9 (55.3)              |
| المتوسط اليومي °م (°ف)            | −2 (28)                  | −0.9 (30.4)              | 3.6 (38.5)               | 8.1 (46.6)               | 13.1 (55.6)              | 16.2 (61.2)              | 18 (64)                  | 17.6 (63.7)              | 13.8 (56.8)              | 8.4 (47.1)               | 3.1 (37.6)               | −0.1 (31.8)              | 8.2 (46.8)               |
| متوسط درجة الحرارة الصغرى °م (°ف) | −5.1 (22.8)              | −4.5 (23.9)              | −1.1 (30.0)              | 2.6 (36.7)               | 7.2 (45.0)               | 10.5 (50.9)              | 12.1 (53.8)              | 11.8 (53.2)              | 8.3 (46.9)               | 3.8 (38.8)               | 0.0 (32.0)               | −2.8 (27.0)              | 3.6 (38.4)               |
| أدنى درجة حرارة °م (°ف)           | −19.7 (−3.5)             | −22.9 (−9.2)             | −11.4 (11.5)             | −5 (23)                  | −1.9 (28.6)              | 2.4 (36.3)               | 5.6 (42.1)               | 3.8 (38.8)               | −1.2 (29.8)              | −4.4 (24.1)              | −9.6 (14.7)              | −18.1 (−0.6)             | −22.9 (−9.2)             |
| الهطول مم (إنش)                   | 41 (1.6)                 | 37 (1.5)                 | 41 (1.6)                 | 43 (1.7)                 | 74 (2.9)                 | 83 (3.3)                 | 89 (3.5)                 | 79 (3.1)                 | 55 (2.2)                 | 41 (1.6)                 | 42 (1.7)                 | 47 (1.9)                 | 672 (26.5)               |
| المصدر #1:                        |                          |                          |                          |                          |                          |                          |                          |                          |                          |                          |                          |                          |                          |
| المصدر #2:                        |                          |                          |                          |                          |                          |                          |                          |                          |                          |                          |                          |                          |                          |

## توأمة
لبيسك (التشيك) اتفاقيات توأمة مع كل من:
- فتسلار
- دغندورف (10 يونيو 2012 - )

## أعلام
- ويلهلم هاس
- ياروسلاف هيولش
- ريتشارد وينر
- فيرونيكا مالا
- لوكاش دلوهي
- توماس زيب

## اقرأ أيضاً
- مقاطعة بيسك